# Bärnkopf
Bärnkopf je obec v Rakousku ve spolkové zemi Dolní Rakousy v okrese Zwettl. Žije v ní 347 obyvatel (podle sčítání z roku 2016).

## Poloha
Bärnkopf se nachází v západní části spolkové země Dolní Rakousy v regionu Waldviertel. Leží asi 27 km jihozápadně od Zwettlu. Jeho rozloha činí 47,58 km², z nichž 94,7 % je zalesněných.

### Členění
Území obce Bärnkopf se z deseti částí:
- Bärnkopf
- Dorfstadt
- Dürnberg
- Lichteck
- Mitter-Bärnkopf
- Saggraben
- Schöngrund
- Unter-Bärnkopf
- Weinsbergwiese
- Zilleck

## Historie
Od roku 2007 jsou v Bärnkopf, obci ležící uprostřed lesů v nadmořské výšce skoro 1000 m, klimatické lázně.

## Partnerská obec
- Wiener Neudorf

## Galerie

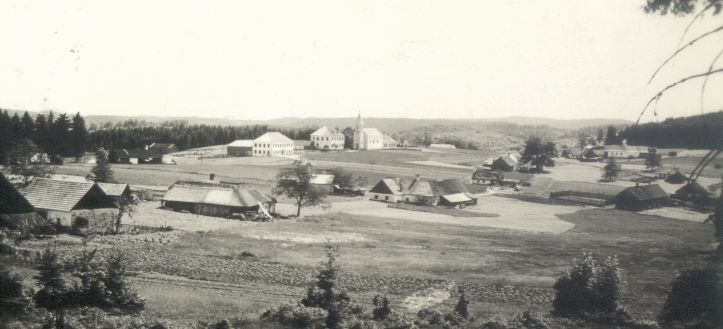
Historická fotografie obce
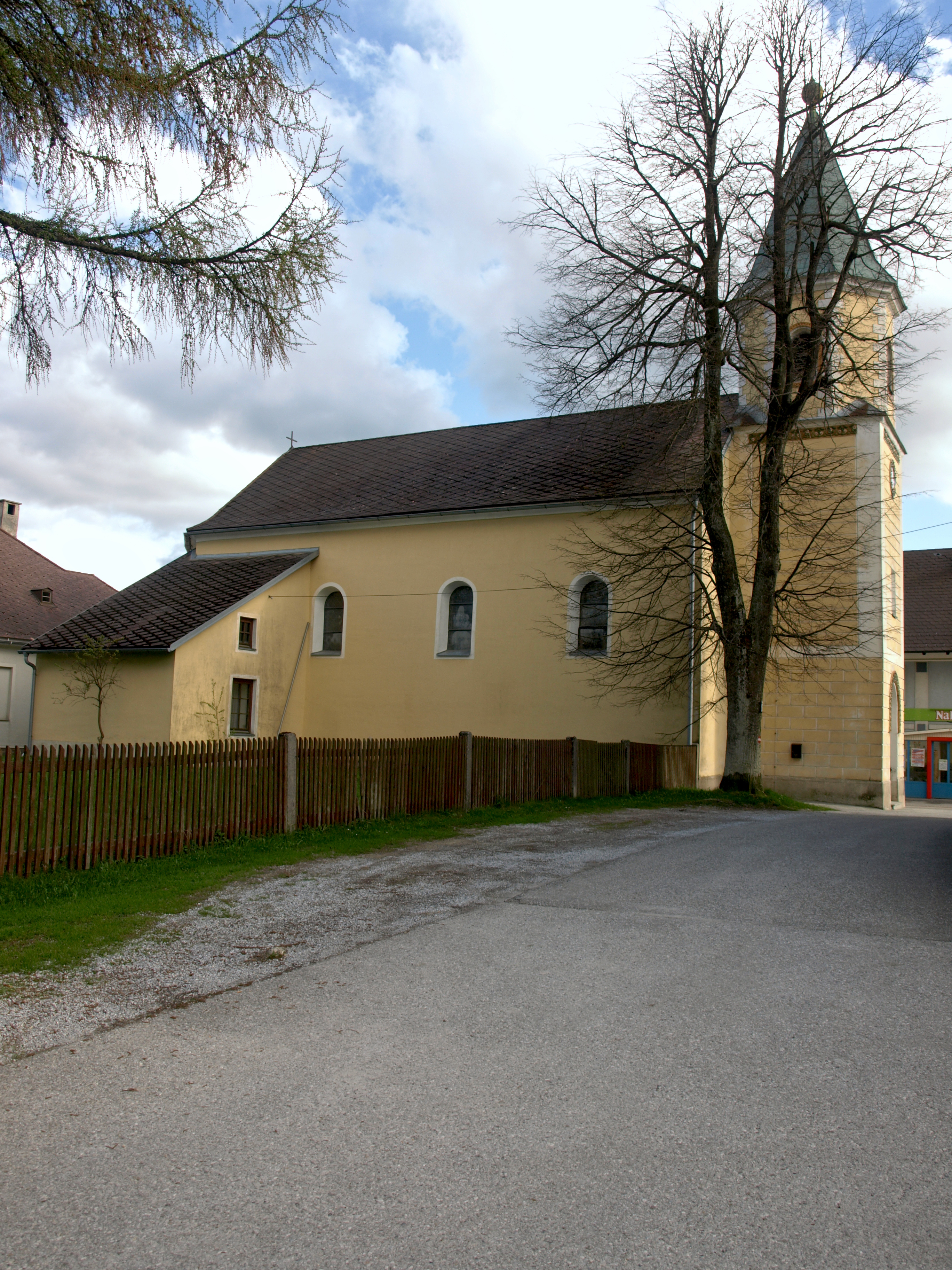
Farní kostel sv. Anny v Bärnkopf
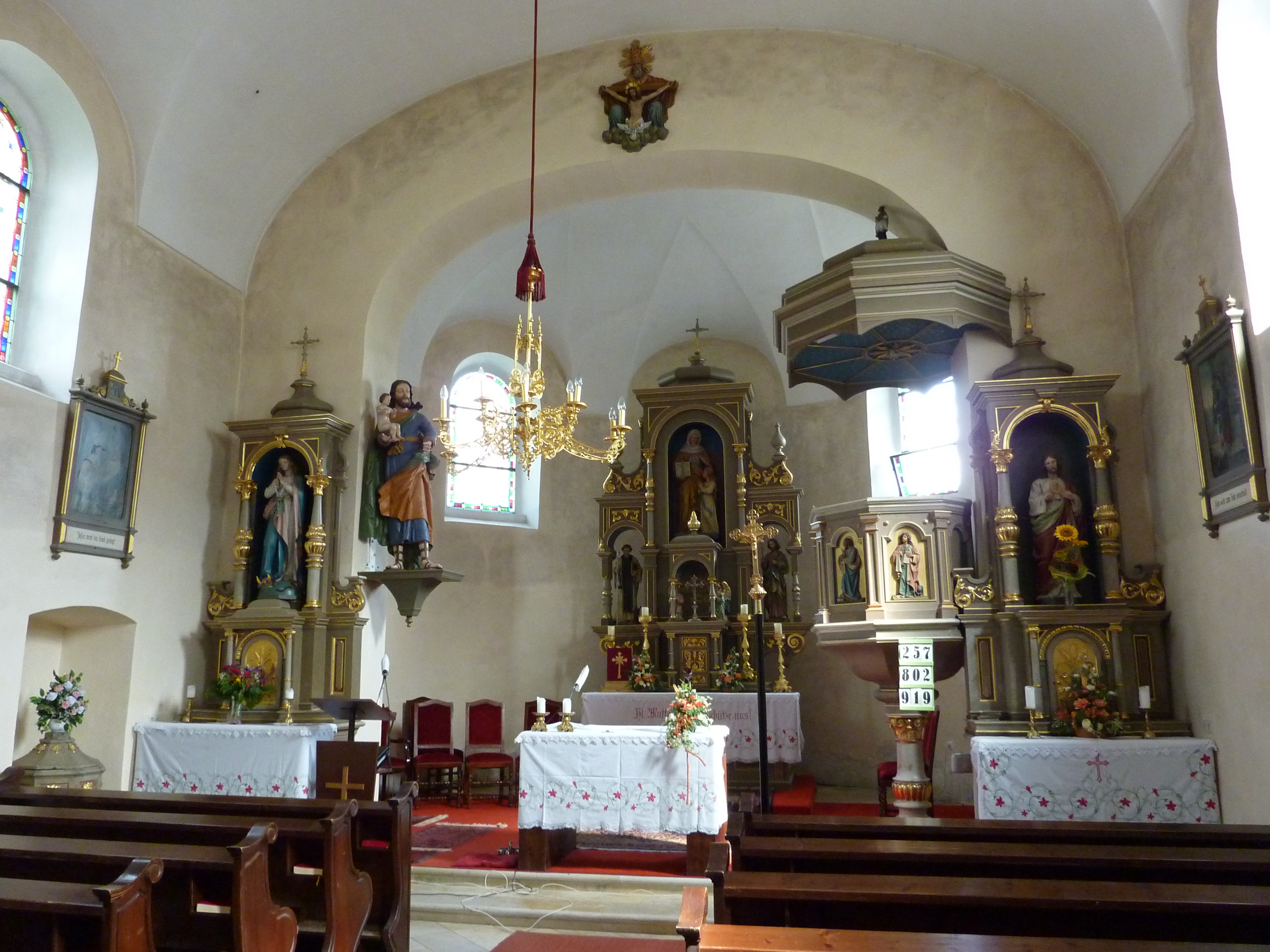
Farní kostel sv. Anny v Bärkopf (interiér)
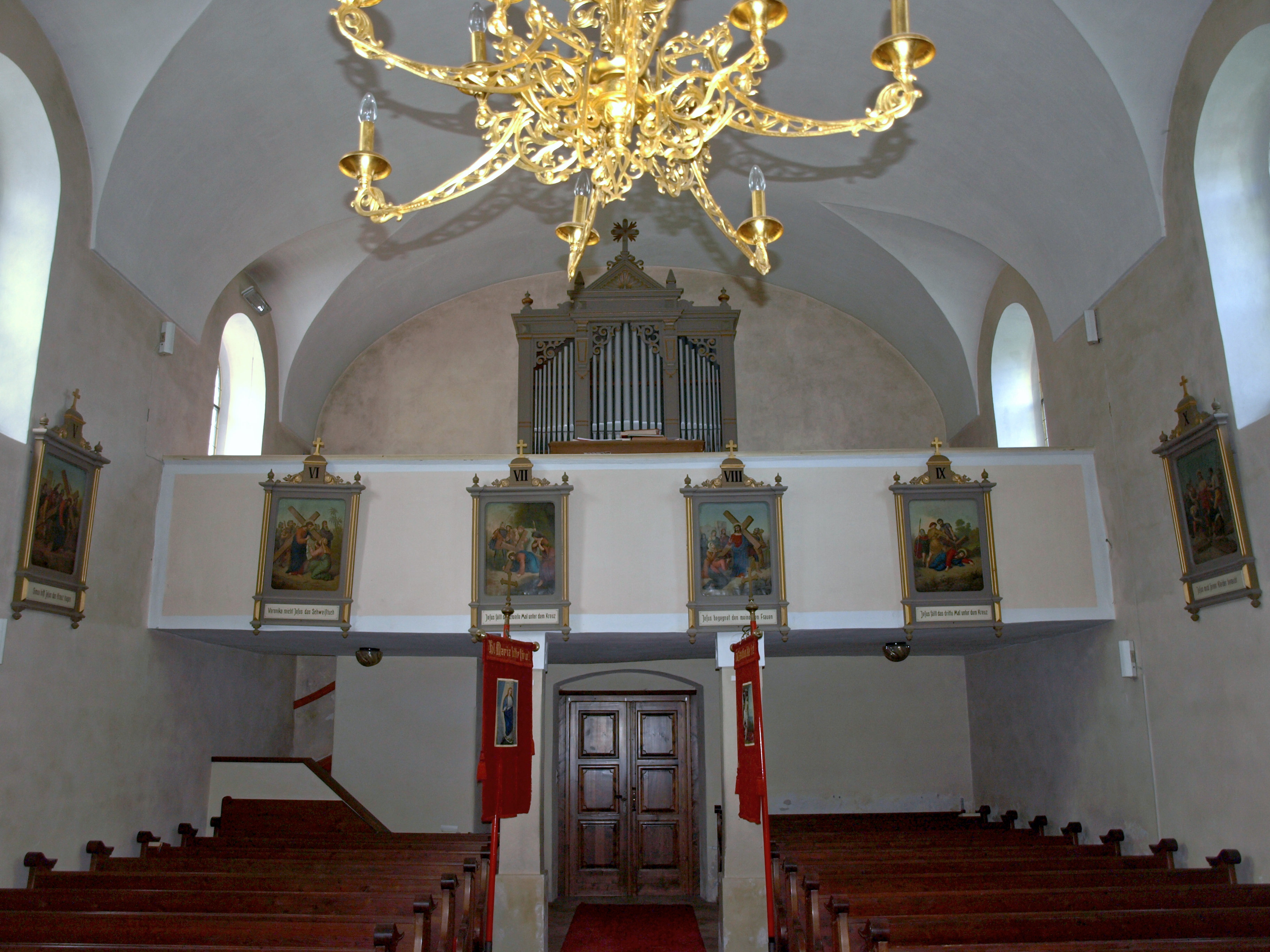
Chór ve farním kostele sv. Anny v Bärnkopf